# 大道興業
大道興業位於栃木縣宇都宮市本部的設置，日本的黑社會指定暴力團之一・六代目山口組的3次團體，上部團體 二代目弘道會。
原為東海興業旗下大栗組（山口組4次團體），2005年改名並昇格為3次團體。

## 最高幹部
- 組長・大栗 彰（第二代弘道會若眾、原東海興業舍弟頭補佐）